# Висмутовые руды
Висмутовые руды — горные породы, сырье для получения висмута. Содержат главным образом минералы: висмут самородный, висмутин, тетрадимит, козалит, бисмит, бисмутит. Месторождения гидротермальные и другие. Главные добывающие страны: Австралия, Япония, Перу, Мексика, Боливия, США. По запасам висмутовых руд Россия занимает 2-е место в мире.